# Леконтит
Леконтит — мінерал, кристалогідрат амоній калій сульфату.

## Історія та етимологія
Названий на честь американського ентомолога А.-Дж.-Л. Леконта, який 1858 його виявив у Гондурасі.

## Загальний опис
Хімічна формула: (NH4)Na(SO4)•2H2O. Має ромбічну сингонію та двовісну симетрію. Твердість 2—2,5; густина 1,7. Безбарвний; прозорий; блиск скляний; оптич. рельєф помірний. Виявлений в сульфатах Криму.